# أولا فنسنت
أولا فنسنت (بالإنجليزية: Ola Vincent)‏ هو اقتصادي نيجيري، ولد في 16 مايو 1925 في لاغوس في نيجيريا، وتوفي في 3 سبتمبر 2012.